# Nusbaum

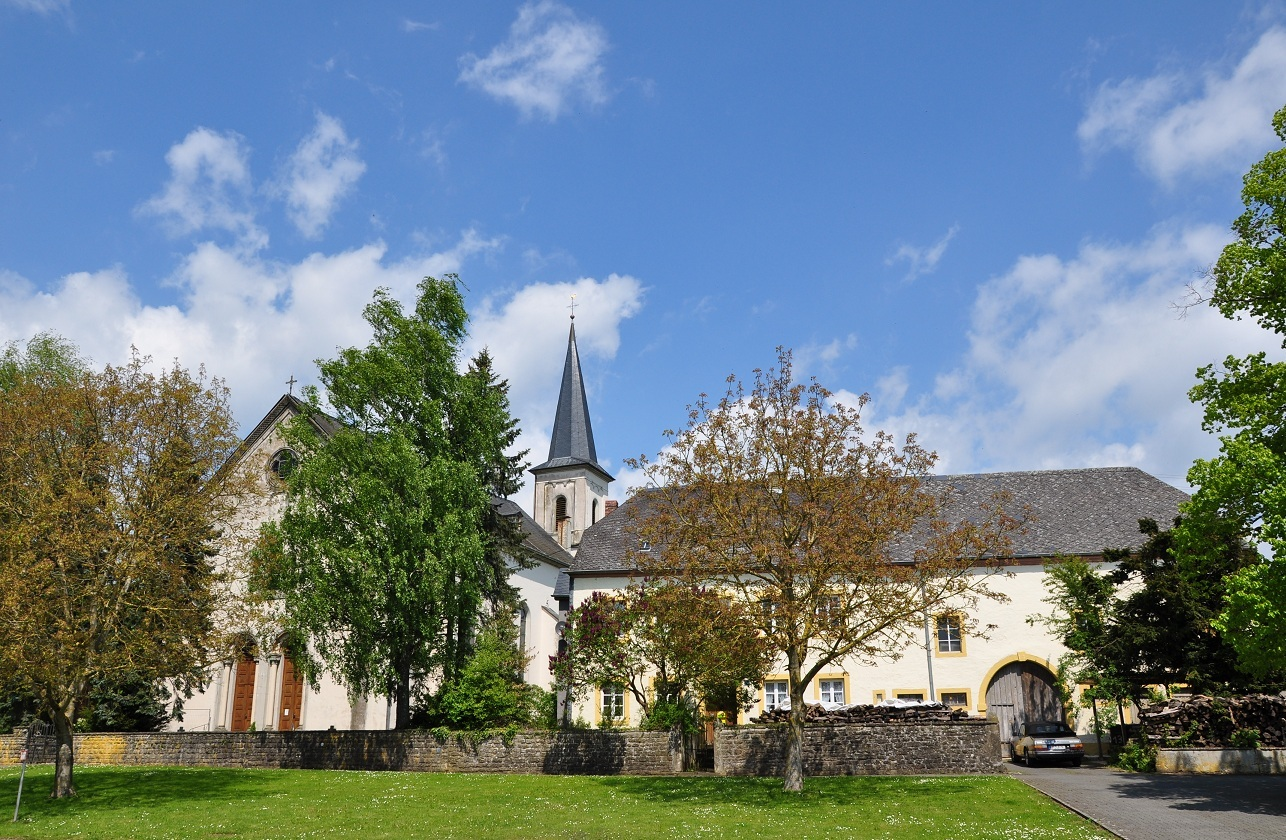
Kerk in Nusbaum

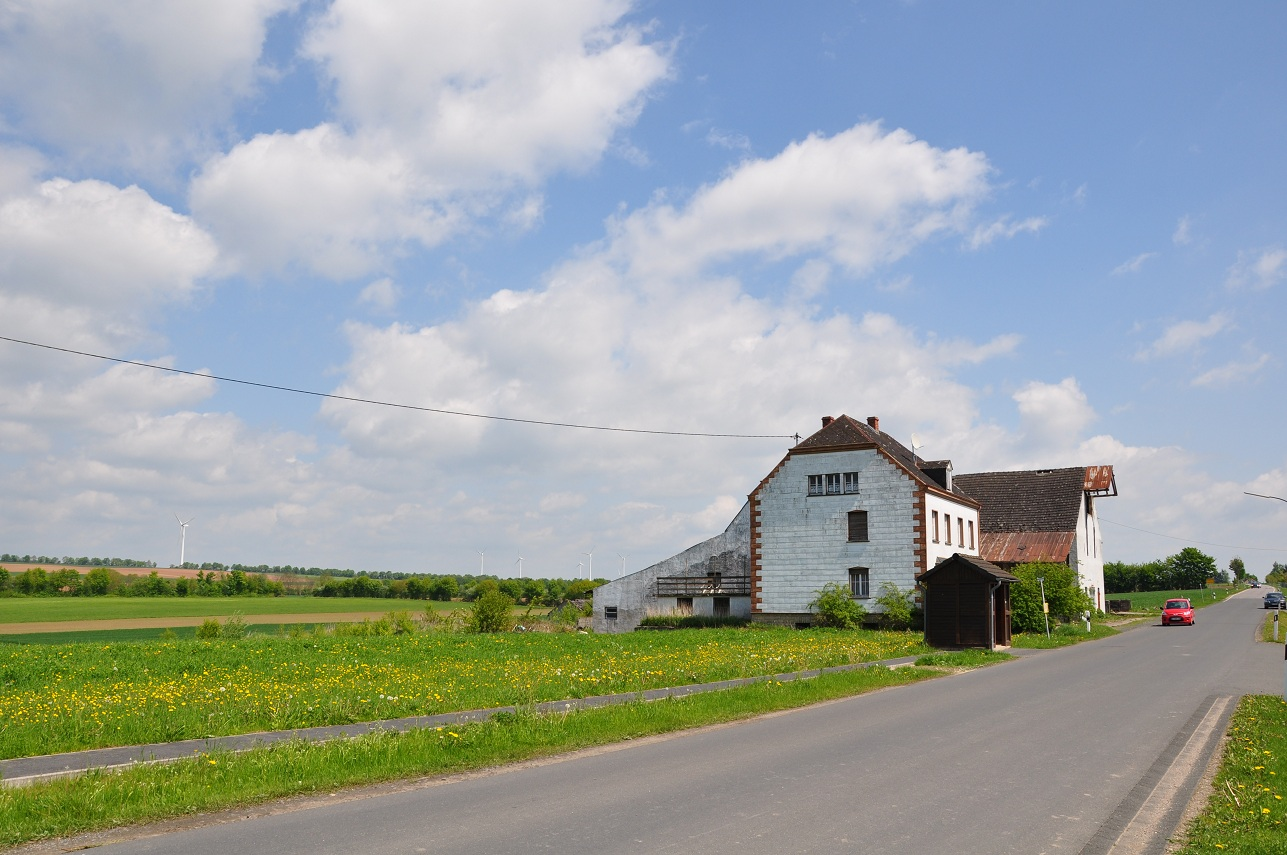
De weg van Hommerdingen naar Nusbaum

Nusbaum is een plaats in de Duitse deelstaat Rijnland-Palts, en maakt deel uit van de Eifelkreis Bitburg-Prüm.
Nusbaum telt 432 inwoners.

## Bestuur
De plaats is een Ortsgemeinde en maakt deel uit van de Verbandsgemeinde Südeifel.
Verbandsvrije stad:  Bitburg